# 新潟県立農林専門学校 (旧制)
| 新潟県立農林専門学校 （新潟農専） | 新潟県立農林専門学校 （新潟農専） |
| --------------------------------- | --------------------------------- |
| 創立                              | 1945年                            |
| 所在地                            | 新潟県村松町 （現・五泉市）       |
| 初代校長                          | 丹羽鼎三                          |
| 廃止                              | 1951年                            |
| 後身校                            | 新潟大学                          |
| 同窓会                            | 新潟大学 農学部同窓会             |

新潟県立農林専門学校 （にいがたけんりつのうりんせんもんがっこう） は、1945年 （昭和20年） に設立された旧制専門学校。

## 概要
- 1903年 （明治36年） 開校の旧制新潟県立農林学校 （現・新潟県立加茂農林高等学校） が源流。
- 第二次世界大戦中に農産体制増強のために設立された農林専門学校 （農専、旧称 高等農林学校） の一つ。
- 本科に農科・林科・農芸化学科の 3科を設置した。
- 戦後学制改革で新潟総合大学構想に参加、新潟大学農学部の母体となった。
- 同窓会は 「新潟大学農学部同窓会」 と称し、旧制・新制合同の会である （旧制卒業者は特別会員）。

## 沿革

### 前史
詳細は、新潟県立加茂農林高等学校の記事を参照。
- 1903年5月： 新潟県立農林学校開校 （初代校長 赤星朝暉）。
- 1906年3月： 新潟県立加茂農林学校と改称。
- 1941年11月： 本館焼失。

新潟県立加茂農林学校は 4年制農学校 （高等小学校卒業者対象） で、早くから農業専門学校への昇格構想を持っていたが実現しなかった。しかし、1941年の本館焼失、1943年の中等学校令による 3年制への年限短縮などが重なり、同窓会の農専昇格運動が本格化した。第二次世界大戦の末期になってようやく昇格が実現し、たまたま加茂農林学校に大学研究室を疎開させていた東京帝国大学農学部教授 丹羽鼎三が初代校長に任命された。

### 新潟県立農林専門学校
- 1945年2月27日： 専門学校令により新潟県立農林専門学校設立認可。
  - 本科 （修業年限3年） に農科・林科・農芸化学科を設置。
  - 併設の加茂農林学校は農科・林科の生徒募集を停止したが、後に存続が許され、1947年から農科・林科の生徒募集を再開。1948年に新制新潟県立加茂農林高等学校となった。
- 1945年5月11日： 第1回入学式。
- 1946年5月： 併設の加茂農林学校が存続に方針変更となり、校舎を明け渡し。
  - 農専は中蒲原郡村松町石曾根の旧陸軍兵舎跡に移転。持ち出した物は事務書類一式のみ。
- 1947年6月： 北日本総合大学期成同盟会結成。
- 1947年11月： 北日本総合大学期成同盟会にて、新制農学部は農専を母体に新潟市に設立する方針となる。
- 1948年3月： 東蒲原郡三川村の国有林を借り受け、演習林を設置。
- 1948年6月： 新制農学部の設置内定。新制新潟大学設置認可申請書を文部省に提出。
- 1949年5月31日： 新制国立新潟大学発足。
  - 旧制新潟県立農林専門学校は農学部 （農学科・林学科） の母体となった。
- 1949年6月： 新潟市河渡地区 （現・新潟市小金町） の新校舎起工。
- 1949年6月18日： 新制農学部第1回入学試験で不正疑惑、農専 伊藤武夫校長の排斥運動に発展。
  - 伊藤武夫校長が農学部教授に転出し、野坂相如副知事 （野坂昭如の父） が校長事務取扱となり決着。
- 1950年4月： 河渡新校舎に移転。
- 1951年3月18日： 旧制農専、最後の卒業式。

## 歴代校長
- 初代： 丹羽鼎三 （1945年2月 - 1947年3月）
- 第2代： 伊藤武夫 （1947年5月 - 1949年12月）
- 校長事務取扱： 野坂相如 （1949年12月 - ）

## 校地の変遷と継承
創立当初は、母体校となった加茂農林学校 （現、新潟県加茂市の加茂農林高等学校） に併設された。第二次大戦後、加茂農林学校が存続方針に変更されたため 1946年5月に校舎を明け渡し、村松町 （現・五泉市） 石曾根の旧陸軍歩兵三十連隊跡 （少年通信兵学校跡） に移転。1949年に発足した、後身の新潟大学農学部は当初から新潟市内に設置の方針で、1950年に新潟市小金町 （河渡校地、現・新潟県立新潟東高等学校校地） の新校舎に移転した。1974年7月、新潟大学農学部はさらに現在の五十嵐キャンパスに移転した。
旧村松校地時代に開設された附属農場は、1951年3月、新潟大学農学部に正式に移管され、現在は新潟大学農学部附属フィールド科学教育研究センター耕地生産部村松ステーションとなっている。

## 参考書籍
- 新潟大学二十五年史編集委員会（編） 『新潟大学二十五年史 : 総編』 新潟大学二十五年史刊行委員会、1974年。
- 新潟大学二十五年史編集委員会（編） 『新潟大学二十五年史 : 部局編』 新潟大学二十五年史刊行委員会、1980年3月。